# Джанкшен (Юта)
Джанкшен (англ. Junction) — город в штате Юта (США). Административный центр округа Пайют. По данным переписи за 2010 год число жителей города составлял 191 человек.
Был основан в 1880 году и сначала назывался Сити-Крик. Здание окружного суда было построено в 1903 году.

## Географическое положение

Джанкшен на карте округа Пайют

Находится на пересечении рек Ист-Форк и Севир. По данным Бюро переписи населения США город имеет общую площадь в 38,7 км².

## Население
| Год переписи | Нас. |  | %±     |
| ------------ | ---- |  | ------ |
| 1890         | 125  |  | —      |
| 1900         | 249  |  | 99,2%  |
| 1910         | 423  |  | 69,9%  |
| 1920         | 389  |  | −8%    |
| 1930         | 352  |  | −9,5%  |
| 1940         | 393  |  | 11,6%  |
| 1950         | 285  |  | −27,5% |
| 1960         | 219  |  | −23,2% |
| 1970         | 135  |  | −38,4% |
| 1980         | 151  |  | 11,9%  |
| 1990         | 132  |  | −12,6% |
| 2000         | 177  |  | 34,1%  |
| 2010         | 191  |  | 7,9%   |
| 2016         | 174  |  | −8,9%  |

По данным переписи 2010 года население Джанкшен составлял 191 человек (из них 47,6 % мужчин и 52,4 % женщин), в городе было 68 домашнее хозяйство и 48 семей. На территории города было расположено 115 построек со средней плотностью 3,0 постройки на один квадратный километр суши. Расовый состав: белые — 96,9 %, азиаты — 2,6 %.
Население города по возрастному диапазону по данным переписи 2010 года распределилось следующим образом: 34,6 % — жители младше 18 лет, 2,6 % — между 18 и 21 годами, 46,6 % — от 21 до 65 лет и 16,2 % — в возрасте 65 лет и старше. Средний возраст населения — 33,9 лет. На каждые 100 женщин в Джанкшене приходилось 91,0 мужчин, при этом на 100 совершеннолетних женщин приходилось уже 86,6 мужчин сопоставимого возраста.
Из 68 домашних хозяйств 70,6 % представляли собой семьи: 60,3 % совместно проживающих супружеских пар (27,9 % с детьми младше 18 лет); 5,9 % — женщины, проживающие без мужей и 4,4 % — мужчины, проживающие без жён. 29,4 % не имели семьи. В среднем домашнее хозяйство ведут 2,81 человека, а средний размер семьи — 3,54 человека. В одиночестве проживали 29,4 % населения, 8,8 % составляли одинокие пожилые люди (старше 65 лет).

## Экономика
В 2015 году из 204 человек старше 16 лет имели работу 58. При этом мужчины имели медианный доход в 38 333 долларов США в год против 16 364 долларов среднегодового дохода у женщин. В 2014 году медианный доход на семью оценивался в 45 417 $, на домашнее хозяйство — в 36 875 $. Доход на душу населения — 16 054 $ в год.

## Климат
По классификации климатов Кёппена климат Джанкшен относится к влажному континентальному климату с влажным летом (Dfb). Средняя температура в году — 9,1 °C, самый тёплый месяц — июль (средняя температура 21,9 °C), самый холодный — январь (средняя температура −3,1 °C). Среднее количество осадков в году 210 мм.
| Показатель                    | Янв.  | Фев. | Март | Апр. | Май  | Июнь | Июль | Авг. | Сен. | Окт. | Нояб. | Дек. | Год  |
| ----------------------------- | ----- | ---- | ---- | ---- | ---- | ---- | ---- | ---- | ---- | ---- | ----- | ---- | ---- |
| Средний суточный максимум, °C | 4,7   | 7,4  | 11,2 | 16,4 | 21,6 | 27,3 | 31,1 | 29,8 | 26,0 | 19,3 | 12,1  | 5,9  | 17,7 |
| Средняя температура, °C       | −3,1  | 0,1  | 3,2  | 7,9  | 12,8 | 17,7 | 21,9 | 20,8 | 16,4 | 9,9  | 3,3   | −1,7 | 9,1  |
| Средний суточный минимум, °C  | −10,7 | −7,2 | −4,7 | −0,6 | 4,0  | 8,1  | 12,7 | 11,8 | 6,7  | 0,4  | −5,6  | −9,2 | 0,4  |
| Норма осадков, мм             | 14    | 14   | 17   | 16   | 18   | 13   | 24   | 27   | 21   | 17   | 14    | 14   | 210  |